# Sputnik (plastika)
Sputnik je plastika vytvořená roku 1960 v bruselském stylu sochařem Zdeňkem Němečkem. Svým tvarem odkazovala na sovětskou družici Sputnik 1 a závody do vesmíru. Sloužila jako dětská prolézačka se skluzavkou. Umístěna byla v pražské Stromovce a později v zahradě domu Palička v osadě Baba v Dejvicích.

## Historie
Plastiku Sputnik vytvořil roku 1959 sochař Zdeněk Němeček (1931–1989). První umělá družice Sputnik 1 přitom odstartovala o pouhé dva roky dříve. Z jeho tvorby se poněkud vymyká, neboť Němeček se zaměřoval především na sportovní témata (např. sochařské výzdoby stadionů). Roku 1960 byla umístěna v pražské Stromovce v ulici Nad Královskou oborou. Tam sloužila veřejnosti téměř padesát let. Postupem času plastika vinou nedostatečné údržby chátrala. Roku 2003 na ni byl zakázán vstup s odkazem na nesplnění moderních bezpečnostních norem pro herní prvky. Vlezy do koule byly opatřeny mříží. Uvnitř plastiky přespávali bezdomovci a narkomani. Roku 2008 museli hasiči vyprostit čtyřletého chlapce, který do mříže strčil hlavu a uvázl v ní. Následně byla plastika odstraněna se záměřem její likvidace. Nikoho přitom nenapadlo, že plastika může mít uměleckou hodnotu.
Sputnik zachránil sběratel umění Rudolf Břínek, který získal souhlas magistrátu s přesunem plastiky do soukromé zahrady pod podmínkou, že nebude umístěna na veřejném prostranství. Plastiku fakticky získal za odvoz. Břínek plastiku zrekonstruoval ve spolupráci s Němečkovou rodinou. Aby vyhověl podmínkám magistrátu, umístil ji do zahrady soukromého domu Palička v osadě Baba.
Roku 2012 měla být plastika součástí výstavy Století dítěte v Muzeu moderního umění v New Yorku, kvůli jejím značným rozměrům a hmotnosti však bylo od jejího přesunu za oceán upuštěno. Na výstavě ji nakonec reprezentovala velkoformátová fotografie v plné velikosti.

## Popis
Plastiku tvoří dutá betonová koule, nacházející se na ocelové konstrukci zhruba tři metry nad zemí. Dovnitř se leze po žebříku a opustit ji lze též po betonové skluzavce s laminátovým povrchem. Hmotnost plastiky je téměř pět tun.